# 末永康仁
末永 康仁（すえなが やすひと、1945年11月23日 - ）は、日本の情報工学者。名古屋大学名誉教授。元電子情報通信学会情報・システムソサイエティ会長。

## 人物・経歴
愛知県犬山市本町生まれ。名古屋市千種区内山町出身。1958年名古屋市立内山小学校卒業。1961年名古屋市立今池中学校卒業。1964年愛知県立旭丘高等学校卒業。1968年名古屋大学工学部電気電子工学科卒業。福村晃夫研究室で、鳥脇純一郎の指導を受け、1973年名古屋大学大学院工学研究科電気電子専攻博士課程修了、日本電信電話公社電気通信研究所研究員。1974年工学博士。1979年電子通信学会学術奨励賞受賞。1985年マサチューセッツ工科大学メディア研究所客員研究員。1997年名古屋大学工学部情報工学科教授。1997年名古屋大学大学院工学研究科計算理工学専攻教授。2001年電子情報通信学会フェロー。2003年名古屋大学大学院情報科学研究科メディア科学専攻教授。2005年情報処理学会東海支部長。2007年電子情報通信学会情報・システムソサイエティ会長。

## 著書
- 『メディア情報処理』オーム社 2008年